# La Jaille-Yvon
La Jaille-Yvon település Franciaországban, Maine-et-Loire megyében. Lakosainak száma 343 fő (2022. január 1.). La Jaille-Yvon Chambellay, Ménil, Segré-en-Anjou Bleu, Les Hauts-d’Anjou és Chenillé-Champteussé községekkel határos.

## Népesség
A település népességének változása:
| Lakosok száma | 306  | 249  | 239  | 275  | 310  | 319  | 321  | 334  | 342  | 343  |
|               | 1968 | 1982 | 1990 | 2006 | 2013 | 2015 | 2017 | 2019 | 2020 | 2022 |